# احمد تیجانی (بازیکن فوتبال)
احمد تیجانی (انگلیسی: Ahmad Tijani؛ زادهٔ ۱۰ نوامبر ۱۹۸۷) بازیکن فوتبال اهل نیجریه است.
از باشگاه‌هایی که در آن بازی کرده‌است می‌توان به باشگاه فوتبال شاه‌داغ قوسار، باشگاه فوتبال باکو، و باشگاه فوتبال شوشی اشاره کرد.